# رويسات
رويسات هي قرية لبنانية من قرى قضاء عاليه في محافظة جبل لبنان.
- المسافة من بيروت: 33 كلم

الارتفاع عن سطح البحر: 950 م